# Д’Арьенцо, Хуан
Хуан Д’Арьенцо (исп. Juan итал. D'Arienzo; 14 декабря 1900, Буэнос-Айрес — 14 января 1976, Буэнос-Айрес) — композитор аргентинского танго.
Дебютировал на исходе 1910-х как скрипач, играл в различных буэнос-айресских театрах. Затем сформировал свой оркестр, который к 1935 году приобрёл собственные характерные черты: в отличие от других оркестров «золотого века», Д’Арьенцо вернулся к ритму 2х4, что характеризовало музыку старой школы, но он использовал современные аранжировки и инструменты.
Д’Арьенцо написал более 1000 композиций. Его музыка и сегодня часто звучит на милонгах в Буэнос-Айресе, а инструментальная традиционно сложнее ритмичного танго с сильным танцевальным ритмом стаккато. Также он записал много  танцевальных мелодий и быстрых вальсов, являлся автором музыки к ряду кинофильмов.
После смерти в 1976 году Хуан Д’Ариенцо был погребён на кладбище Ла-Чакарита в Буэнос-Айресе.